# Garelli
A Garelli é um fabricante italiano de bicicletas, ciclomotores, motocicletas e motonetas, fundada em 1919.

## História
Em 1912 Adalberto Garelli desenvolveu um motor a dois tempos. Este motor de 350cc equiparia uma protótipo de uma moto denominada "350", e foi solicitado a Adalberto para testar a fiabilidade do motor.
Somente 5 anos mais tarde, foi fundada a Garelli Motociclette. A primeira motocicleta de produção em massa foi a versão definitiva da "350". Disponibilizada somente em duas versões: de turismo (Normale da Turismo) e de competição (Raid Nord-Sud).